# Svatý Marek (Brušperk)
Svatý Marek je kopec s nadmořskou výškou 312 m n. m. ležící na katastru obce Brušperk v okrese Frýdek-Místek v Moravskoslezském kraji. Svatý Marek je nejvyšším bodem Brušperku a nachází se západně od středu obce v Příborské pahorkatině (podčásti Podbeskydské pahorkatiny). Na vrcholu se nachází pilířová zděná boží muka, odpočinkové místo, informační tabule a vyhlídkové místo.

## Další informace
Bíle omítnutá boží muka postavená ve stylu klasicismu v 1. polovině 19. století jsou památkově chráněná. V horní části stavby jsou niky s půlkruhovými záklenky pro umístění obrázků svatých a nad stříškou je kříž.
Svatý Marek není zalesněn a na vrchol kopce vede polní zpevněná cesta lemovaná alejemi.